# Square Hirn
Le square Hirn est un parc public de Colmar en Alsace.

## Localisation
Il est situé dans le quartier centre.
On y accède par les boulevards Saint-Pierre, du Général-Leclerc et l'avenue Joffre.

## Historique
Le lieu existait déjà avant 1789, il était alors à l'extérieur des remparts. Il prend sa forme actuelle à la fin du XIXe siècle.

## Caractéristiques
Son dessin évoque un jardin à la française.
On y trouve le monument Hirn, statue en bronze édifiée par Bartholdi en 1894.